# Protichneumon tibialis
Protichneumon tibialis là một loài tò vò trong họ Ichneumonidae.